# Bawbs O' Blue Ridge
Bawbs O' Blue Ridge è un film muto del 1916 diretto da Charles Miller.

## Trama
Sul letto di morte, la zia di Bawbs avverte la nipote di non fidarsi degli uomini, che mireranno sempre e solo al suo denaro. Quando però a Blue Ridge giunge lo scrittore Ralph Gunther, Bawbs si innamora di lui, anche se lei non riesce a dimenticare del tutto le parole della zia. Pensando che Ralph si trovi in difficoltà finanziarie, la ragazza gli offre il suo denaro. Lui, prima di ritornare a casa, a Filadelfia, le restituisce i soldi insieme a una lettera nella quale le scrive di essere un uomo ricco. Bawbs, allora, lo raggiunge, finalmente convinta che lui sia veramente innamorato e che le sue parole d'amore - di cui lei aveva dubitato - erano sempre state sincere.

## Produzione
Il film fu prodotto dalla Kay-Bee Pictures e dalla New York Motion Picture.

## Distribuzione
Distribuito dalla Triangle Distributing, il film uscì nelle sale cinematografiche degli Stati Uniti il 9 dicembre 1916.
Non si conoscono copie ancora esistenti della pellicola che viene considerata presumibilmente perduta.